# 圣乔治多莱龙
圣乔治多莱龙（法語：Saint-Georges-d'Oléron，法語發音：[sɛ̃ ʒɔʁʒ dɔleʁɔ̃]，意为“奥莱龙的圣乔治”）是法国滨海夏朗德省的一个市镇，位于奥莱龙岛上，属于罗什福尔区。

## 地理
圣乔治多莱龙（45°58'43"N, 1°19'59"W）面积46.55 平方千米，位于法国新阿基坦大区滨海夏朗德省，该省份为法国西部滨海省份，北起旺代省，西临大西洋，南至吉倫特省，东南接多爾多涅省，东北接德塞夫勒省接壤，东临夏朗德省。
与圣乔治多莱龙接壤的市镇（或旧市镇、城区）包括：圣但尼多莱龙、圣皮埃尔多莱龙、拉布雷莱班。

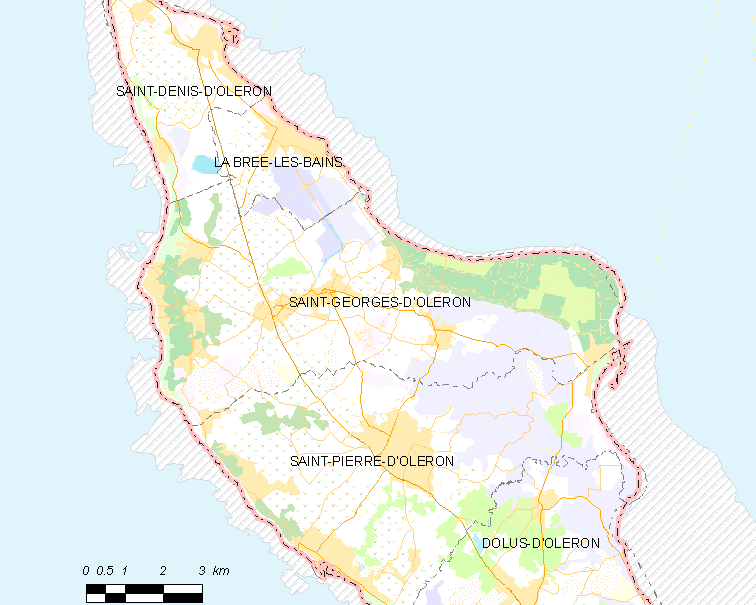
圣乔治多莱龙的OSM定位图

圣乔治多莱龙的时区为UTC+01:00、UTC+02:00（夏令时）。

## 行政
圣乔治多莱龙的邮政编码为17190，INSEE市镇编码为17337。

## 政治
圣乔治多莱龙所属的省级选区为奥莱龙岛县。

## 人口

1962-2008年间圣乔治多莱龙人口变化图示

圣乔治多莱龙于2022年1月1日时的人口数量为4052人。